# Tmax Window
Tmax Window是韩国TmaxSoft公司开发的一款视窗系统，该系统研发了四年，于2009年7月7日发布，但还未发售。该系统宣称与微软Windows及GNU/Linux高度兼容。